# 堰塘土家族乡
堰塘土家族乡是中华人民共和国贵州省铜仁市德江县下辖的一个民族乡。

## 行政区划
堰塘土家族乡下辖以下村级行政区划单位：
水平社区、先锋村、堰塘村、民主村、苏庄村、露青村、新春村、清水塘村、关口村、茶窝坨村、高家湾村、朱家沟村、杉树坝村和牛耳塘村。